# Say You Do (canção de Sigala)
Say You Do (Diz que faz em português) é o terceiro single do DJ britânico Sigala. Possui a participação do cantor britânico Imani e do músico também britânico DJ Fresh. Foi lançado em 18 de março de 2016 com formato digital no Reino Unido através da gravadora Ministry of Sound.  A música contem interpolação dum trecho da canção "Always Be My Baby", de Mariah Carey, lançada em 1996.

## Faixas
| Digital download |                                                          |         |  |
| N.º              | Título                                                   | Duração |  |
| 1.               | "Say You Do" (featuring Imani and DJ Fresh) (Radio Edit) | 3:22    |  |

## Desempenho nas paradas
| Parada (2016)                     | Melhor posição |
| --------------------------------- | -------------- |
| Bélgica (Ultratop 50 de Flandres) | 40             |
| Irlanda (IRMA)                    | 27             |
| Polónia (Polish Airplay Top 100)  | 76             |
| Escócia (Scottish Singles Chart)  | 2              |
| Suécia (Sverigetopplistan)        | 76             |
| Reino Unido (UK Dance Chart)      | 1              |
| Reino Unido (OCC UK Indie)        | 1              |
| Reino Unido (UK Singles Chart)    | 5              |

## Histórico de lançamento
| Região      | Data                | Formato          | Gravadora         |
| ----------- | ------------------- | ---------------- | ----------------- |
| Reino Unido | 18 de março de 2016 | Descarga digital | Ministry of Sound |